# NGC 2780
NGC 2780 je galaksija u zviježđu Risu.

## Vanjske poveznice
- SEDS: NGC 2780